# X2O Badkamers Trofee

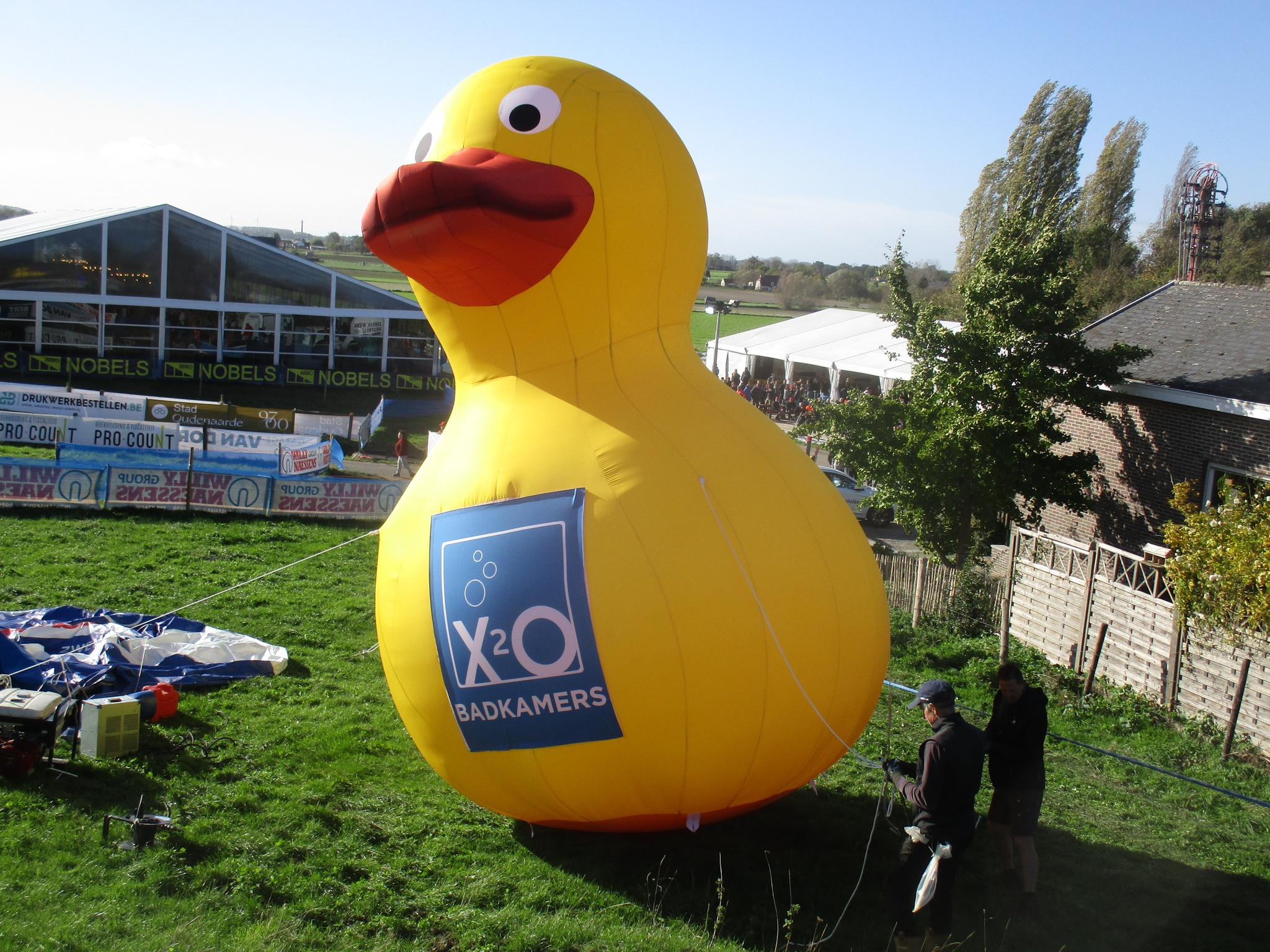
Die X²O-Ente, Wahrzeichen des Sponsors, ist auch die Siegestrophäe.

Die X²O Badkamers Trofee ist eine belgische Serie von Cyclocrossrennen. Sie besteht seit 1987 unter verschiedenen Namen und gehört neben Weltcup und Superprestige zu den drei wichtigsten Rennserien dieser Sportart. Die Rennen, die diesen Serien angehören, werden auch Klassementscross genannt.

## Geschichte
Die Serie entstand in der Saison 1987/1988 als Zusammenschluss von sieben Querfeldein-Rennen in der Provinz Antwerpen; erster Namenssponsor war die belgische Zeitung Gazet van Antwerpen. In der Saison 2001/2002 war der GP Sven Nys das erste Rennen außerhalb der Provinz, seitdem dehnte sich die Serie auf ganz Belgien aus, mit deutlichem Schwerpunkt auf die Region Flandern. Seit mindestens 2007 liegt die Organisation der Trofee in den Händen von Golazo (seinerzeit noch Octagon CIS).
2012/2013 wurde die belgische bpost bank neuer Namenssponsor, 2016/2017 übernahm das Versicherungsunternehmen DVV, seit 2020/2021 ist es das Sanitärunternehmen X²O Badkamers.
Die nach und nach eingeführten Klassements für die Kategorien Frauen, Männer U23 und Juniorinnen haben teils andere Sponsoren. So hieß die Frauenwertung zeitweise IJsboerke Ladies Trophy und mittlerweile Soudal Ladies Trophy; die Serie nimmt für sich in Anspruch, in mehreren Aspekten Vorreiter in Sachen Frauen-Cyclocross gewesen zu sein. Mit der Helen 100 Trophy, benannt nach Helen Wyman, wurde noch vor dem Weltcup eine Wertung für Juniorinnen eingeführt. Die U23-Wertung wird als Trimetal Rookie Trophy bezeichnet.

### Modus
Die Serie umfasst pro Saison acht Rennen in Belgien. Sieger ist, wer die Rennen in der niedrigsten Gesamtzeit zurücklegt. Fahrer, die an einem Rennen nicht teilnehmen, es nicht beenden oder mehr als fünf Minuten Rückstand auf den Ersten haben, bekommen fünf Minuten angerechnet. Zudem gibt es in der ersten oder zweiten Runde jedes Rennens einen Bonussprint, bei dem die drei Ersten 15, 10 bzw. 5 Bonus-Sekunden erhalten. In der Elite erhielten die Sieger 2023/2024 30,000 € und damit dieselbe Summe wie im Weltcup.

## Siegerliste
Rekordsieger der Gesamtwertung sind bei den Männern Sven Nys (9 Mal) und bei den Frauen Sanne Cant (6 Mal). 

### Männer Elite
- 1987/1988:  Rudy De Bie
- 1988/1989:  Guy Van Dijck
- 1989/1990:  Guy Van Dijck
- 1990/1991:  Marc Janssens
- 1991/1992:  Dirk Pauwels
- 1992/1993:  Paul Herijgers
- 1993/1994:  Paul Herijgers
- 1994/1995:  Paul Herijgers
- 1995/1996:  Paul Herijgers
- 1996/1997:  Paul Herijgers
- 1997/1998:  Arne Daelmans
- 1998/1999:  Marc Janssens
- 1999/2000:  Arne Daelmans
- 2000/2001:  Erwin Vervecken
- 2001/2002:  Erwin Vervecken
- 2002/2003:  Sven Nys
- 2003/2004:  Bart Wellens
- 2004/2005:  Sven Nys
- 2005/2006:  Sven Nys
- 2006/2007:  Sven Nys
- 2007/2008:  Sven Nys
- 2008/2009:  Sven Nys
- 2009/2010:  Sven Nys
- 2010/2011:  Sven Nys
- 2011/2012:  Kevin Pauwels
- 2012/2013:  Niels Albert
- 2013/2014:  Sven Nys
- 2014/2015:  Wout van Aert
- 2015/2016:  Wout van Aert
- 2016/2017:  Wout van Aert
- 2017/2018:  Mathieu van der Poel
- 2018/2019:  Mathieu van der Poel
- 2019/2020:  Eli Iserbyt
- 2020/2021:  Eli Iserbyt
- 2021/2022:  Toon Aerts
- 2022/2023:  Eli Iserbyt
- 2023/2024:  Lars van der Haar
- 2024/2025:  Eli Iserbyt

### Frauen Elite
- 2007/2008:  Daphny van den Brand
- 2008/2009:  Daphny van den Brand
- 2009/2010:  Daphny van den Brand
- 2010/2011:  Sanne Cant
- 2011/2012:  Daphny van den Brand
- 2012/2013:  Sanne Cant
- 2013/2014:  Sanne Cant
- 2014/2015:  Ellen Van Loy
- 2015/2016:  Sanne Cant
- 2016/2017:  Sanne Cant
- 2017/2018:  Katherine Compton
- 2018/2019:  Sanne Cant
- 2019/2020:  Ceylin del Carmen Alvarado
- 2020/2021:  Lucinda Brand
- 2021/2022:  Lucinda Brand
- 2022/2023:  Fem van Empel
- 2023/2024:  Fem van Empel
- 2024/2025:  Lucinda Brand

### Männer U23
- 2001/2002:  Wim Jacobs
- 2002/2003:  Wim Jacobs
- 2003/2004:  Bart Aernouts
- 2004/2005:  Kevin Pauwels
- 2005/2006:  Niels Albert
- 2006/2007:  Dieter Vanthourenhout
- 2007/2008:  Tom Meeusen
- 2008/2009:  Philipp Walsleben
- 2009/2010:  Tom Meeusen
- 2010/2011:  Lars van der Haar
- 2011/2012:  Lars van der Haar
- 2012/2013:  Wietse Bosmans
- 2013/2014:  Wout van Aert
- 2014/2015:  Laurens Sweeck
- 2015/2016:  Quinten Hermans
- 2016/2017:  Eli Iserbyt
- 2017/2018:  Eli Iserbyt
- 2018/2019:  Niels Derveaux
- 2019/2020:  Timo Kielich
- 2020/2021: nicht ausgetragen
- 2021/2022:  Pim Ronhaar
- 2022/2023:  Joran Wyseure
- 2023/2024:  Arne Baers
- 2024/2025:  Kay De Bruyckere

### Juniorinnen
Das Juniorinnen-Klassement wurde im Reglement 2022/2023 ausgelobt, und es wurde eine Abschlusswertung publiziert. Dennoch erscheint die Siegerin nicht im Palmarès der offiziellen Website. In der Saison 2023/2024 gab es kein Juniorinnen-Klassement.
- 2019/2020:  Fem van Empel
- 2020/2021: nicht ausgetragen
- 2021/2022:  Leonie Bentveld
- 2022/2023:  Isabella Holmgren

## Austragungsorte
Einschließlich der Saison 2024/2025 wurde die Trofee 38 Mal ausgetragen. Es waren 26 verschiedene Rennen beteiligt, bei denen insgesamt 284 Läufe austragen wurden.

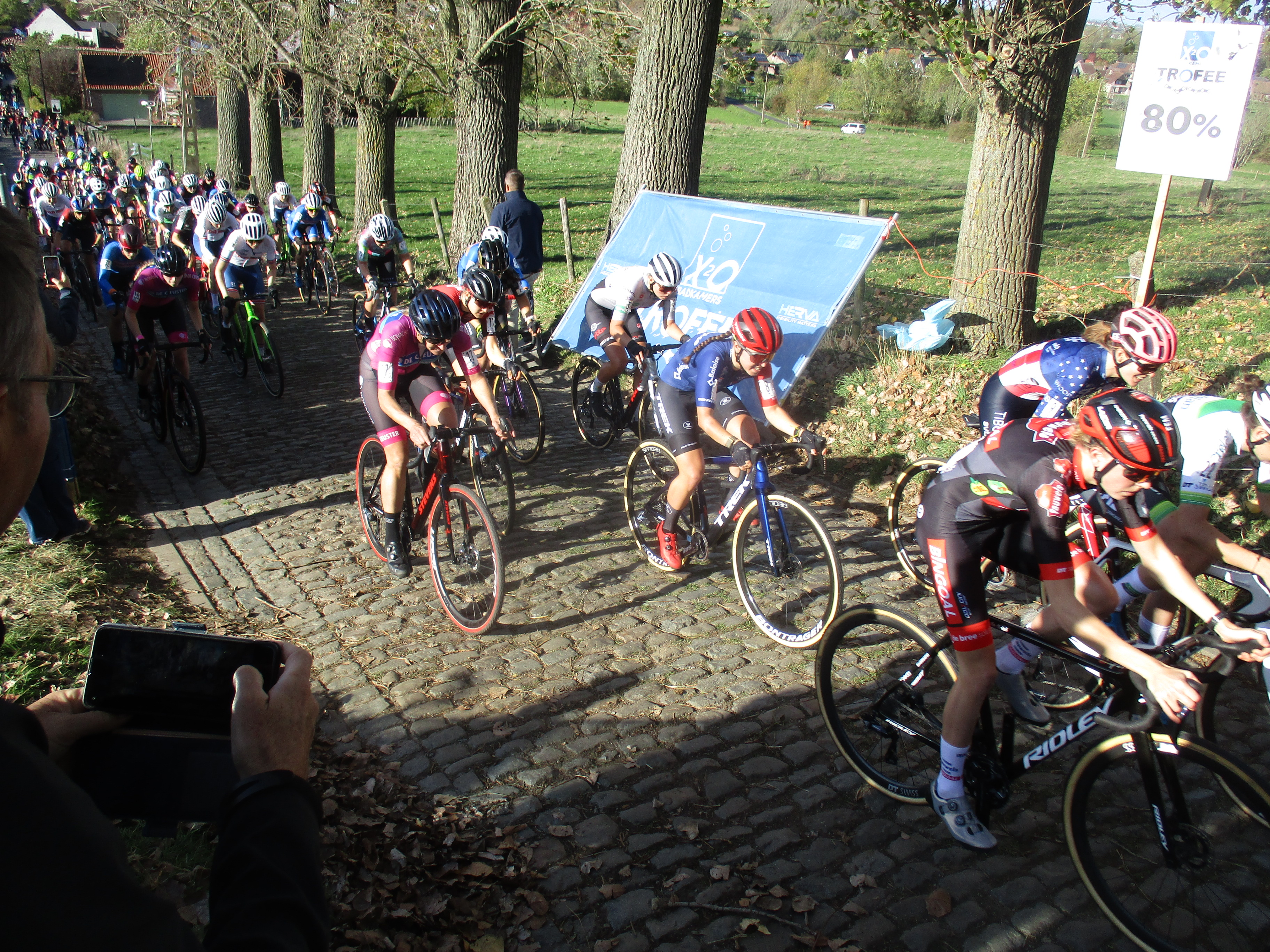
Der Koppenbergcross ist seit 2002 Bestandteil der Trofee und bildet meistens den Auftakt.

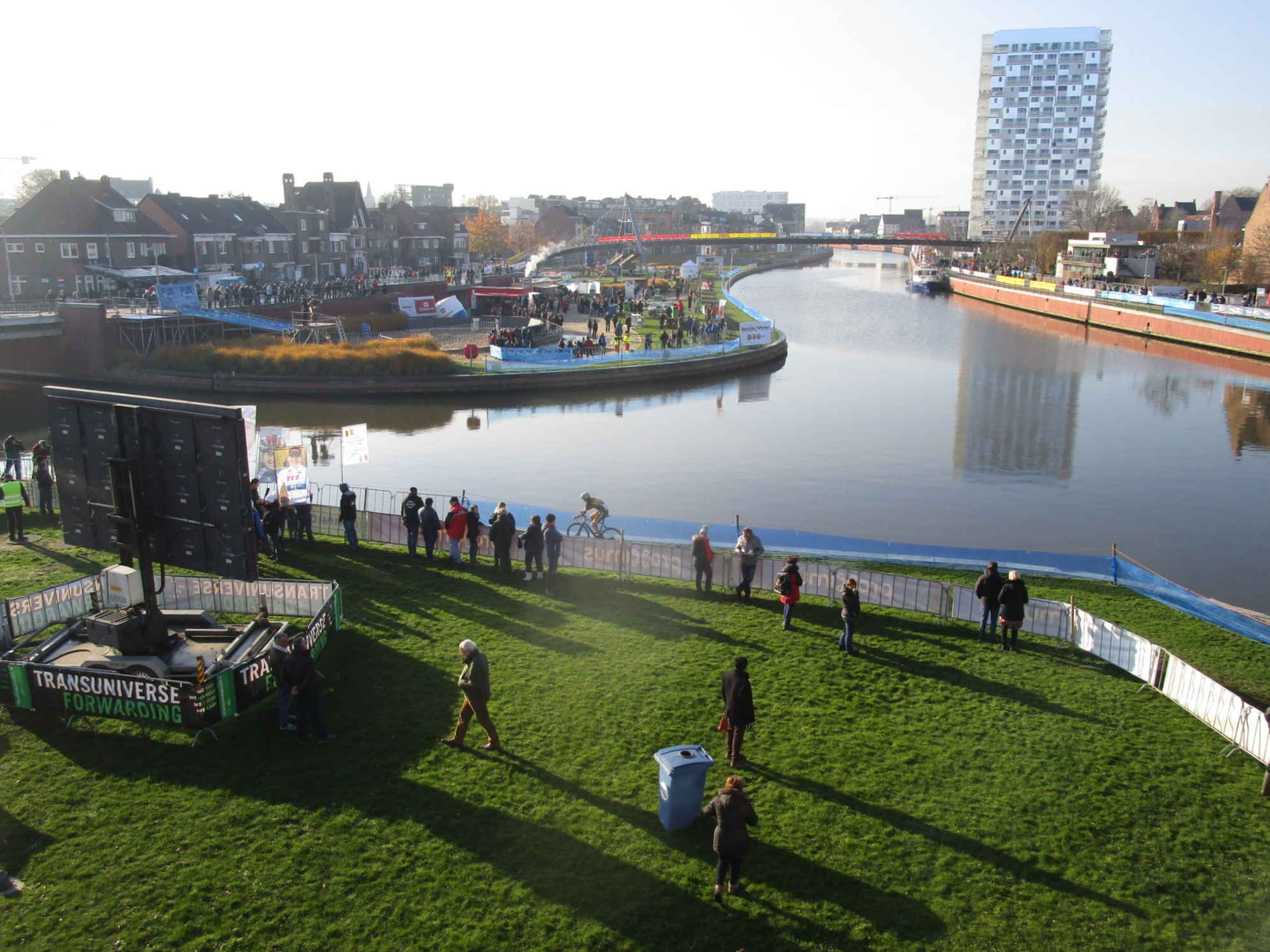
Der Urban Cross Kortrijk zählt zu jüngeren Rennen in der Trofee.

| Ort          | von       | bis       | Anzahl | Link/Bemerkung                 |
| ------------ | --------- | --------- | ------ | ------------------------------ |
| Peulis       | 1987/1988 | 1989/1990 | 3      |                                |
| Niel         | 1987/1988 | 2018/2019 | 23     | Jaarmarktcross Niel            |
| Essen        | 1987/1988 | 2017/2018 | 31     | Cyclocross Essen               |
| Rijkevorsel  | 1987/1988 | 2000/2001 | 14     |                                |
| Loenhout     | 1987/1988 | 2021/2022 | 26     | Azencross                      |
| Millegem     | 1987/1988 | 1989/1990 | 3      |                                |
| Breendonk    | 1987/1988 | 1989/1990 | 3      |                                |
| Mechelen     | 1990/1991 | 1992/1993 | 3      |                                |
| Kalmthout    | 1991/1992 | 2003/2004 | 12     | Vlaamse Industrieprijs Bosduin |
| Lille        | 1991/1992 | 2024/2025 | 32     | Krawatencross                  |
| Ravels       | 1992/1993 | 1997/1998 | 6      |                                |
| Hoogstraten  | 1993/1994 | 1997/1998 | 4      | Aardbeiencross                 |
| Oostmalle    | 1994/1995 | 2013/2014 | 20     | Internationale Sluitingsprijs  |
| Baal         | 2001/2002 | 2024/2025 | 24     | GP Sven Nys                    |
| Oudenaarde   | 2002/2003 | 2024/2025 | 23     | Koppenbergcross                |
| Hasselt      | 2006/2007 | 2014/2015 | 9      | GP van Hasselt                 |
| Namur        | 2009/2010 | 2010/2011 | 2      | Citadelcross                   |
| Ronse        | 2011/2012 | 2019/2020 | 8      | GP Mario De Clercq             |
| Hamme        | 2014/2015 | 2024/2025 | 11     | Flandriencross                 |
| Antwerpen    | 2015/2016 | 2020/2021 | 5      | Scheldecross                   |
| Sint-Niklaas | 2015/2016 | 2015/2016 | 1      | Waaslandcross                  |
| Brüssel      | 2018/2019 | 2024/2025 | 7      | Brussels Universities Cross    |
| Kortrijk     | 2019/2020 | 2023/2024 | 5      | Urban Cross Kortrijk           |
| Herentals    | 2020/2021 | 2024/2025 | 5      | Herentals Crosst               |
| Koksijde     | 2022/2023 | 2024/2025 | 3      | Duinencross Koksijde           |
| Lokeren      | 2024/2025 | 2024/2025 | 1      | Rapencross                     |